# Љубивоје Барјактаревић
Љубивоје М. Барјактаревић (Београд, 19. децембар 1866 − Београд, 11. мај 1944) био је дивизијски генерал у Војсци Краљевине Југославије.

## Биографија
Завршио је Нижу и Вишу школу Војне академије и двогодишњи практични курс за ђенералштабну струку. Проведен је у чин коњичког потпоручника 10. августа 1887. године, поручника 2. августа 1892, капетана II класе 22. фебруара 1896, капетана I кл. 22. фебруара 1898, мајора 1901, потпуковника 29. јуна 1906, у чин пуковника промовисан је 29. јуна 1911. године, док је на послетку добио чин генерала 5. јануара 1923. године.
Од 1887. до 1901 г. био је водннк и командир ескадрона; од марта 1901. до јуна 1902. референт коњиче Тимочке дивизијске области; од јуна 1902. до марта 1903. помоћник команданта IV коњичког пука; од 1903. до марта 1904. командант III коњичког пука; од марта 1904. до маја 1905. ађутант Њ. В. Краља Петра I; од 1905. до октобра 1907. командант I коњичког пука; од 1907. до октобра 1908. командант IV коњичког пука; од октобра 1908. до септембра 1911. командант II коњичке бригаде, од септембра 1911. до фебруара 1912. помоћник команданта Дивизијске области; од 1912. до јуна 1914. помоћник команданта Моравске дивизијске области; од јуна 1914. до јануара 1916. начелник општег одељења Министарства војске. Од јуна 1918. до августа 1919. делегат Министра војске у Марсељу; од априла до септембра 1920. командант Тимочке дивизијске области; од септембра 1920. командант Вардарске дивизијске области.
Учествовао у свима ратовима од 1885. до 1918. године. Одликован је Сребрном медаљом за храброст и споменицом за рат 1885—86, Таковскимк рстом IV степена, медаљом Краља Петра I, Белим орлом IV степена, Карађорђевом звездом IV степена, Карађорђевом звездом IV степена са мачевима и ратном споменицом 1913, Белим орлом са мачевима III степена, орденом Светог Саве II реда, Пољским орденом Полонија реститута, орденом Св. Саве I реда и орденом Југословенске круне III степена
Активна служба у ВКЈ престала му је 1927. године.